# Rio Picard
O Picard é um dos principais rio de Dominica. Percorre todo o seu trajeto dentro da paróquia de Saint John. O Picard nasce na região montanhosa do interior da ilha e desagua na costa oeste, no Mar do Caribe, ao sul da cidade de Glanvillia.